# ダニー・ロメロ
ダニー・ロメロ（Danny Romero、1974年7月12日 - ）は、アメリカ合衆国の男性プロボクサー。ニューメキシコ州アルバカーキ出身。元IBF世界フライ級王者。元IBF世界スーパーフライ級王者。世界2階級制覇王者。

## 来歴
1992年8月14日、ロメロはアリゾナ州フェニックスでデビュー戦を行い、初回KO勝ちでデビュー戦を白星で飾った。
その後も勝ち続けて9連勝で迎えた1993年5月22日、キバ・アウディトリアムで全米ニューメキシコ州フライ級王座決定戦をシルベリオ・ポラスと対戦し2回TKO勝ちで王座獲得に成功した。
1994年5月5日、ロサンゼルスのオリンピック・オーディトリアムでブライアン・ロンオンとNABF北米フライ級王座決定戦を行い、2回2分59秒TKO勝ちで王座獲得に成功した。
1994年5月27日、ネバダ州ラスベガスのMGMグランドでウーゴ・トーレスと対戦し6回KO勝ちで初防衛に成功した。
1994年9月9日、マヌエル・ヘスス・ヘレーラと対戦し2回にダウンを奪いペースを握られ最終12回にもダウンを追加しそのままレフェリーストップを呼び込む12回2分56秒TKO勝ちを収め2度目の防衛に成功した。
1994年10月12日、アルバカーキのザ・ピットでマルコス・ペチェコと対戦し6回終了時棄権で3度目の防衛に成功した。
1994年11月18日、MGMグランドでドミンゴ・ソーサと対戦し初回TKO勝ちで4度目の防衛に成功した。
1995年4月22日、MGMグランドでIBF世界フライ級王者フランシスコ・テヘドールと対戦し12回3-0(115-112、116-112、116-111)の判定勝ちを収め王座獲得に成功した。HBOが珍しくフライ級の世界戦を放送したが、2015年5月16日のローマン・ゴンサレスVSエドガル・ソーサまで放送されなかった。
1995年7月29日、テキサス州サンアントニオのフリーマン・コロシアムでミゲル・マルティネスと対戦し6回1分15秒KO勝ちで初防衛に成功した。
その後IBF世界フライ級王座を返上したロメロはスーパーフライ級に転向。
1995年9月8日、ラスベガスのザ・アラジンでウィリー・サラザールと対戦し大番狂わせの7回TKO負けを喫しプロ初黒星を喫しスーパーフライ級転向初戦は苦い形で終わった。この試合は1995年度リングマガジン アップセット・オブ・ザ・イヤーに選ばれている。
その後2連勝して立て直したロメロは1996年8月24日、ザ・ピットでIBF世界スーパーフライ級王者ハロルド・グレイと対戦し4か月前に王座に返り咲いたばかりのグレイに強打を浴びせグレイに初めてのKO負けを付ける2回1分25秒KO勝ちで2階級制覇を達成した。
1996年11月1日、インディオのファンタジー・スプリングスカジノでヒポリト・サウセドと対戦し12回1分1秒TKO勝ちで初防衛に成功した。なお11回終了時のスコアは3者ともロメロが大差で優勢だった(106-99、106-98、107-98)。
1997年3月8日アルバカーキのコンベンションセンターでジャジ・シバリと対戦し6回2分34秒KO勝ちで2度目の防衛に成功した。
1997年7月18日、ラスベガスのトーマス&マック・センターでWBO世界スーパーフライ級王者ジョニー・タピアと王座統一戦を行い、12回0-3(113-115、2者が112-116)の判定負けを喫しWBO王座獲得に失敗、3度目の防衛に失敗し王座から陥落した。
1998年10月31日、ニュージャージー州アトランティックシティコンベンションセンターでIBF世界スーパーバンタム級王者ブヤニ・ブングと対戦した。当時クラス最強で11度防衛している実力者を相手に何度もストップ寸前まで追い詰めるもブングの手数に押し切られ12回0-2(114-115、112-117、114-114)の僅差判定負けで3階級制覇に失敗した。なお中継したテレビ局のテレビジャッジスコアはやや大差でロメロの勝ちだった。
2000年5月6日、ラスクルーセスのパン・アメリカン・センターでNABO北米スーパーバンタム級王者ホルヘ・ムニョスと対戦し12回3-0(119-110、2者が120-108)の判定勝ちを収め王座獲得に成功した。
2001年9月29日、ニューヨークマディソン・スクエア・ガーデンで後のWBO世界バンタム級王者ラタナチャイ・ソーウォラピンと対戦し10回0-3(94-96、94-97　95-95)の判定負けを喫した。
2002年6月1日、クアウテモック・ゴメスとNABA北米バンタム級王座決定戦を行い、7回TKO勝ちで王座獲得に成功した。
2002年7月19日、ドミンゴ・ギーエンと対戦し初回KO勝ちで初防衛に成功した。
2002年9月27日、WBO世界バンタム級王者クルス・カルバハルと対戦し4回終了時棄権で3階級制覇に失敗した。
2003年5月27日、IBA世界スーパーバンタム級王者トリニダード・メンドーサと対戦し12回3-0(115-114、117-111、116-112)の判定勝ちで王座獲得に成功した。
その後現役引退を表明し、ロメロのプロデュースのスポーツジムの運営するなどして後進の育成を行った。
2005年5月14日、MGMグランドでアレックス・ババと対戦し8回0-1(75-77、2者が76-76)の引き分けに終わった。　
2006年7月1日、スカイ・シティ・カジノでエドガー・ペトラザと対戦し4回2分16秒TKO勝ちを収めロメロの引退試合を白星で飾り正式にリングを降りた。

## 獲得タイトル
- NABF北米フライ級王座
- 第13代IBF世界フライ級王座（防衛1=返上）
- 第13代WBO世界スーパーフライ級王座（防衛1）
- NABO北米スーパーバンタム級王者
- NABA北米バンタム級王座
- IBA世界スーパーバンタム級王者